# Trichomma maceratum
Trichomma maceratum är en stekelart som först beskrevs av Cresson 1879.  Trichomma maceratum ingår i släktet Trichomma och familjen brokparasitsteklar. Inga underarter finns listade i Catalogue of Life.